# Pirna
Pirna (czes. hist. Perno, górnołuż. Pěrno) – miasto powiatowe we wschodnich Niemczech, w kraju związkowym Saksonia, w okręgu administracyjnym Drezno; siedziba powiatu Sächsische Schweiz-Osterzgebirge (do 31 lipca 2008 siedziba powiatu Sächsische Schweiz) oraz wspólnoty administracyjnej Pirna; port nad Łabą w pobliżu Drezna. Liczy ok. 39,0 tys. mieszkańców.
W mieście rozwinął się przemysł maszynowy, meblarski, szklarski oraz elektrotechniczny. W Mieście jest stacja kolejowa Pirna.

## Historia

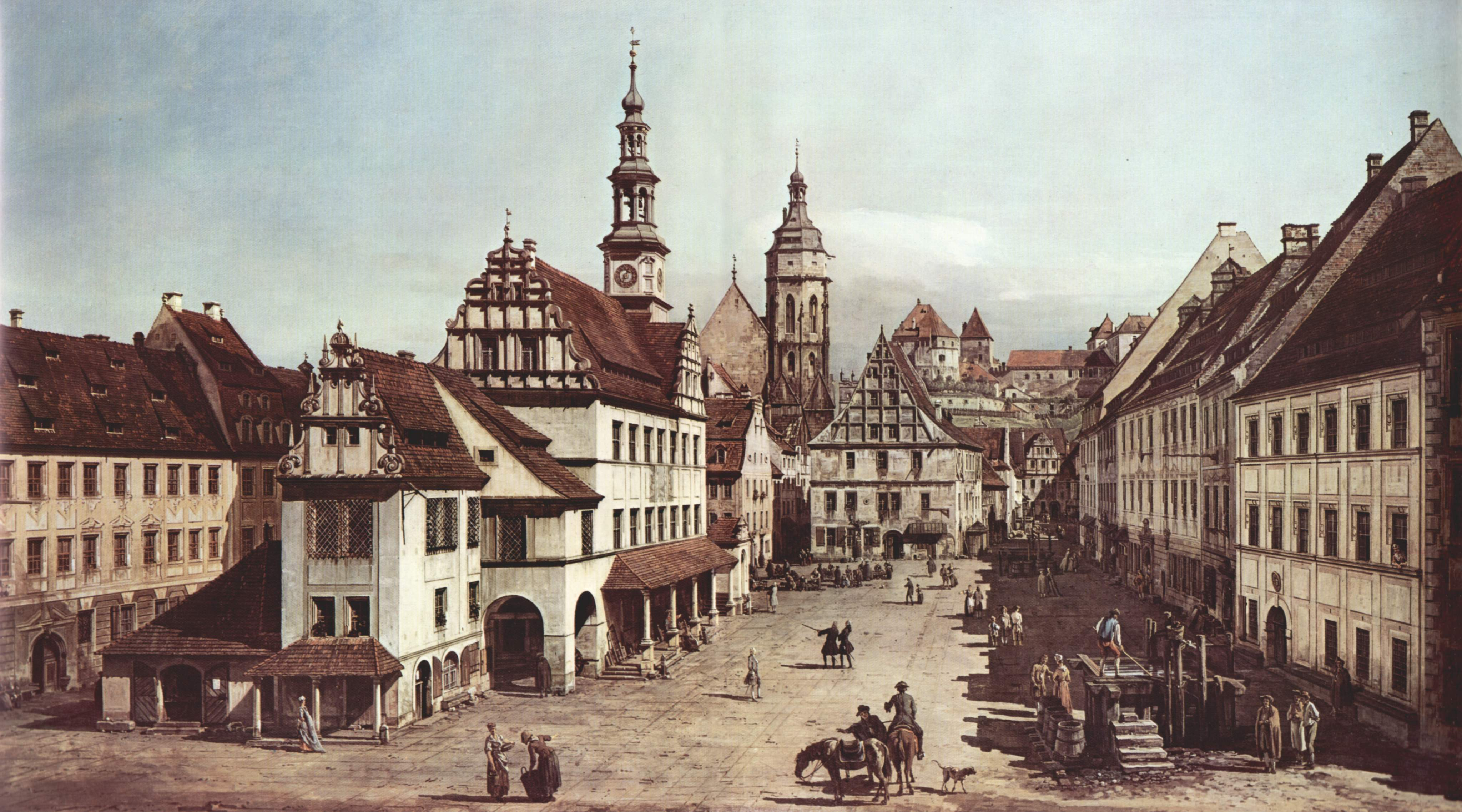
Rynek w Pirnie na obrazie Bernardo Bellotto, zw. Canaletto z r. 1753 wygląda dokładnie tak samo, jak dzisiaj

Nazwa miejscowości pochodzi najprawdopodobniej z czasów słowiańskich i wskazuje na miejsce kultu boga Peruna. Taką hipotezę potwierdzałaby również nazwa osiedla Sonnenstein leżącego w obrębie miasta. W okolicy można też napotkać średniowieczne krzyże przydrożne z wyrytymi obręczami szprychowanych kół – symbolem Słońca, którego uosobieniem w mitologii słowiańskiej był Perun.
Pirna uzyskała prawa miejskie dokumentem lokacyjnym z roku 1240, chociaż historia osadnictwa w tym miejscu sięga czasów znacznie wcześniejszych – okresu kultury łużyckiej, kiedy to na wzgórzu Sonnenstein znajdował się najprawdopodobniej gród z epoki brązu. Naturalna obronność tego wzgórza mogła być również jedną z przyczyn osadnictwa słowiańskiego we wczesnym średniowieczu.
Natomiast ciągłość osadnictwa od czasów średniowiecznych w Pirnie wiązała się przede wszystkim istnieniem w tym miejscu dogodnej przeprawy przez Łabę, która powyżej Pirny ma charakter rzeki górskiej i przełamuje się przez krajobrazowo atrakcyjny masyw skał piaskowcowych, zwany Saską Szwajcarią, wskutek czego rzeka ta nie była spławna. Ponieważ nie istniała też możliwość podróży lądowej wzdłuż Łaby, Pirna zyskała bardzo ważne znaczenie jako miejsce przekraczania rzeki i przeładowywania towarów spławianych dalej w dół Łabą. Ta rola miasta czytelna jest do dzisiaj wyraźnie w jego planie, w którym jedna z ulic, zasadniczo peryferyjnych względem centralnego (teoretycznie) punktu miasta, jakim jest plac miejski – Dohnaische Strasse, jest dwukrotnie szersza od pozostałych i ona to właściwie pełni rolę głównej osi komunikacyjnej, prowadząc do miejsca przeprawy promowej przez Łabę.
Murowana zabudowa historycznego centrum miasta (poprzedzona zabudową drewnianą z XIII wieku) sięga swymi początkami XIV wieku, chociaż obecne fasady dwu-, trzy- i czterokondygnacyjnych budynków pochodzą w większości z czasów renesansu i baroku.

### Kalendarium[3]
- 1233 – Pirna po raz pierwszy wspomniana w źródłach pisanych.
- 1293 – król czeski kupił miasto i zamek od biskupa Miśni. Pirna należała do Czech do roku 1405.
- 1502 – rozpoczęto budowę najcenniejszego z zachowanych zabytków Pirny – późnogotyckiego halowego kościoła Mariackiego (St. Marien), ukończonego dopiero w 1546.
- 1639 – miasto zostało zajęte przez oddziały szwedzkie, które przez pięć miesięcy oblegały twierdzę Sonnenstein. Zginęło wówczas ok. 600 mieszkańców, a samo miasto uległo w znacznej mierze zniszczeniu.
- 1697-1706, 1709-1763 – miasto wraz z Elektoratem Saksonii połączone unią personalną z Polską
- 1756 – miasto i twierdza zostały podczas trzeciej wojny śląskiej zajęte przez wojska pruskie Fryderyka Wielkiego, wobec których w pobliskim umocnionym obozie skapitulowała cała armia saska (tzw. oblężenie Pirny).
- 1813 – Pirnę zajęły oddziały napoleońskie, a sam cesarz mieszkał przez pewien czas w jednym z budynków przy rynku.
- 1837 – uruchomiono parowce na Łabie, a wkrótce potem linię kolejową z Drezna.
- 1862 – powstały pierwsze fabryki w mieście (zakłady mechaniczne, zakłady produkcji szkła, celulozy, garbarnie).
- 1871 – Pirna znalazła się w granicach zjednoczonych Niemiec

W czasie II wojny światowej, od 1940 do 1942 zamek Sonnenstein stał się miejscem masowej zagłady w komorze gazowej. Wymordowano tu około 15 000 osób, w większości psychicznie i umysłowo chorych w ramach tzw. Akcji T4. W 1941 zamordowany tu został polski duchowny luterański Jerzy Kahané. Personel tego miejsca zagłady został później wykorzystany w obozach zagłady na terenie okupowanej Polski.

## Zabytki
Zabytki Starego Miasta:
- Dom Canaletta z pocz. XVI w.

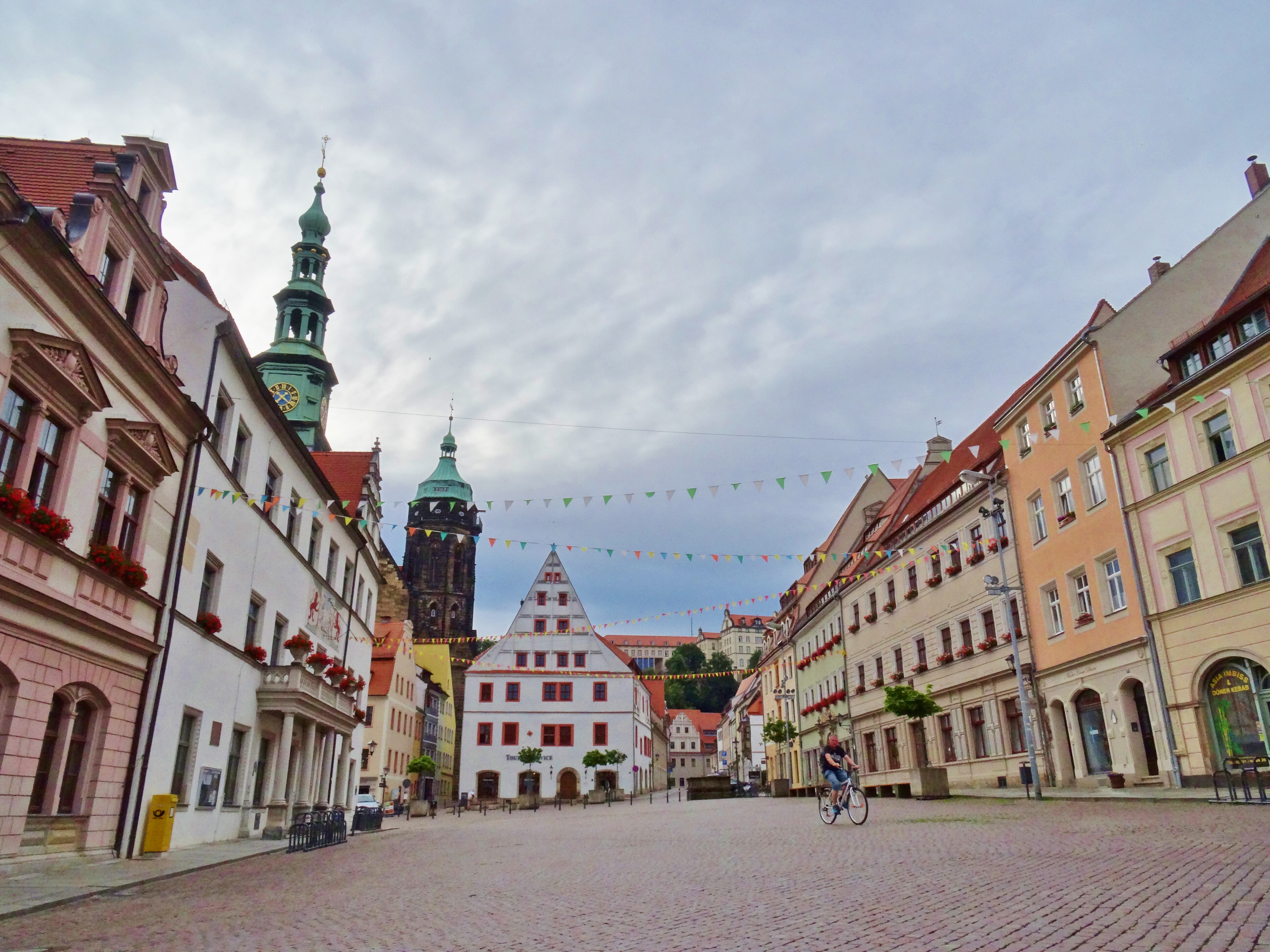
Rynek Starego Miasta w Pirnie

- Pocztowy słup dystansowy z herbami Polski i Saksonii oraz monogramem króla Augusta II Mocnego z 1722 r.
- Kościół Dominikanów z ok. 1300 r. w stylu gotyckim
  - Refektarz z ok. 1500 r., obecnie siedziba Muzeum Miejskiego
- Kościół Mariacki z XV-XVI w. w stylu późnogotyckim
- Ratusz z lat 1555-1556, przebudowany w XVIII w.
- Kamienice z XVI-XIX w. m.in. w stylach renesansowym, barokowym, grunderyjskim
- Kościół św. Kunegundy (katolicki) z lat 1865-1869
  - Dom parafialny z ok. 1870 r.

Zabytki w innych częściach miasta:
- Zamek Sonnenstein
- Zamek Brühla w Zehista(inne języki)
- Pałac w Rottwerndorf(inne języki) (renesansowy)
- Pałac w Zuschendorf(inne języki)
- Most Miejski(inne języki) z lat 1872-1875

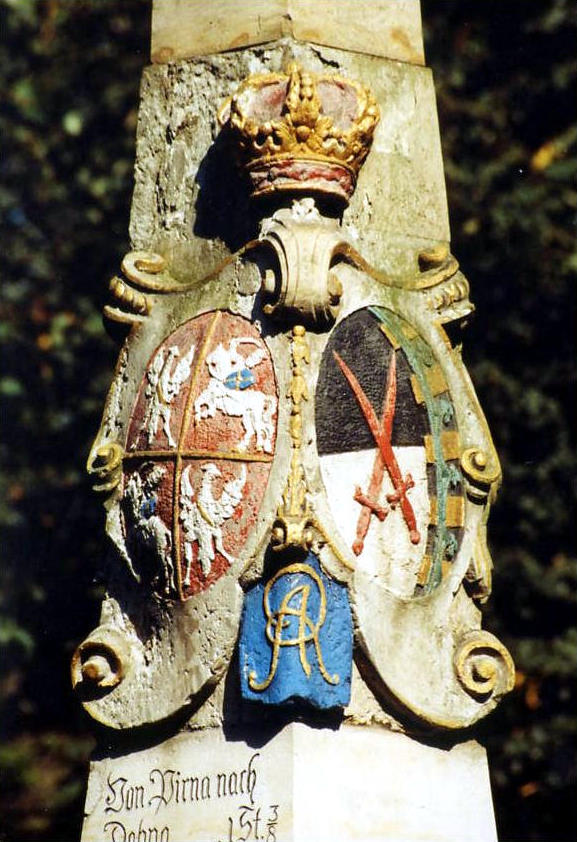
Herb Rzeczypospolitej na słupie dystansowym
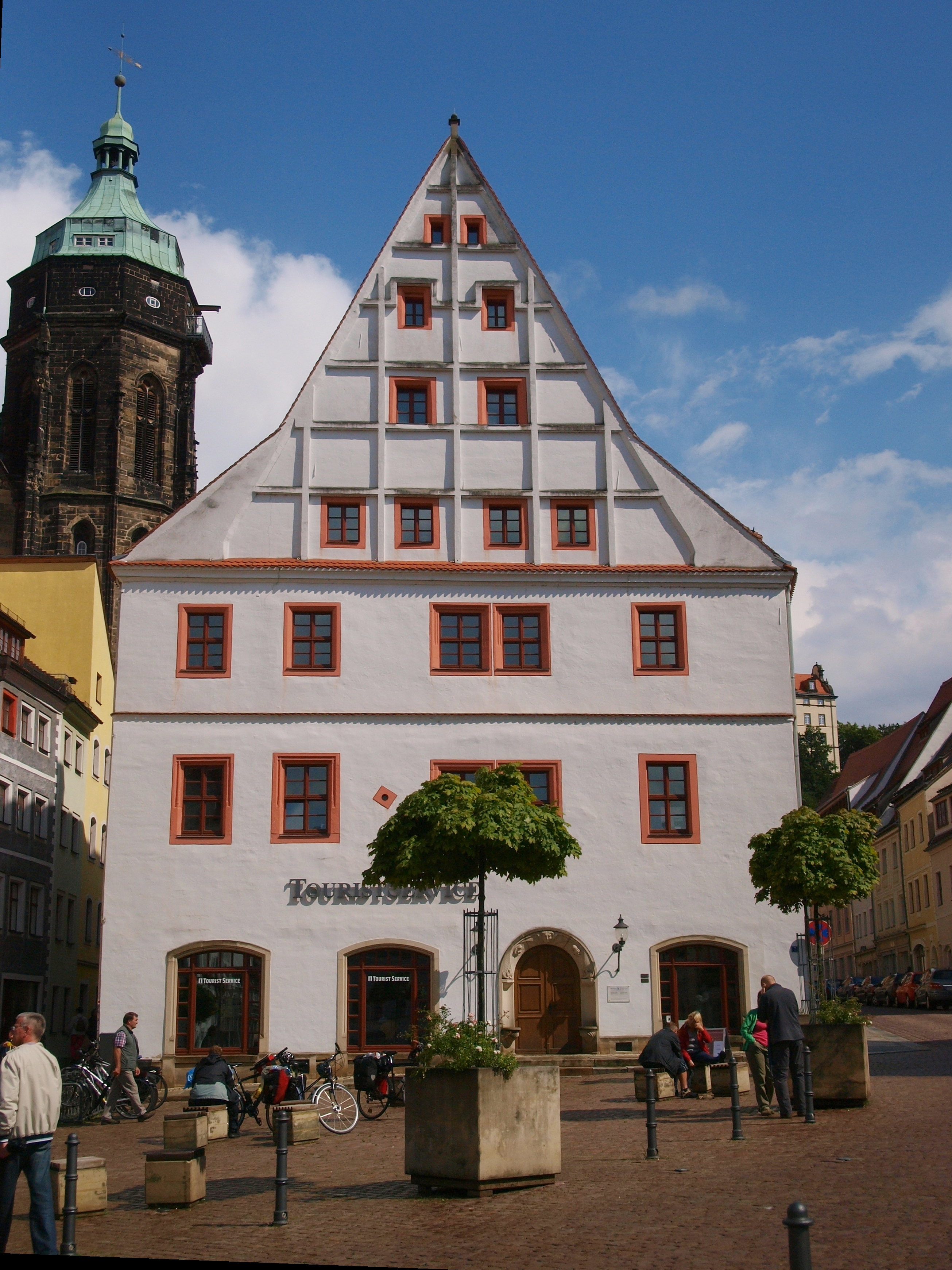
Dom Canaletta
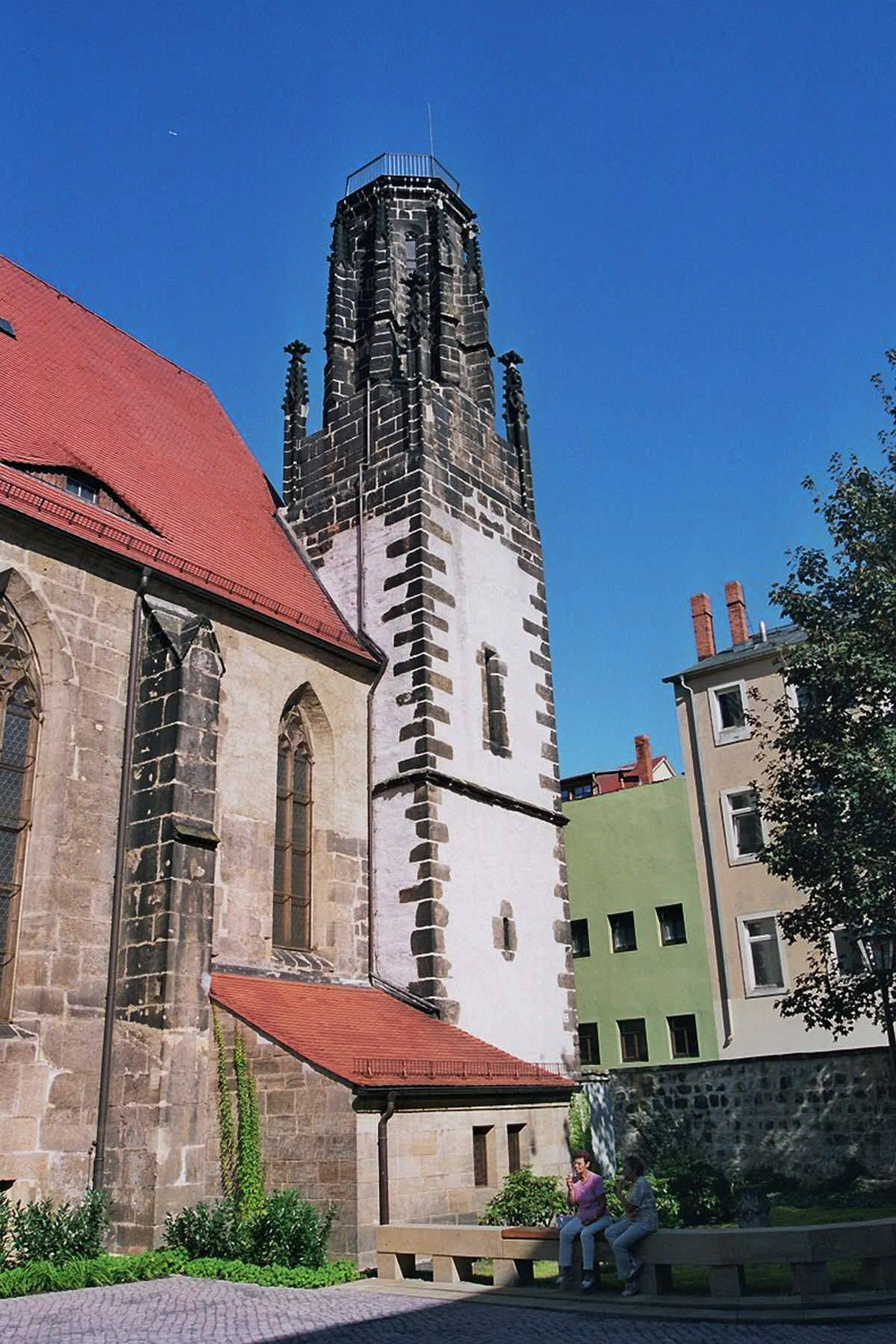
Kościół Dominikanów
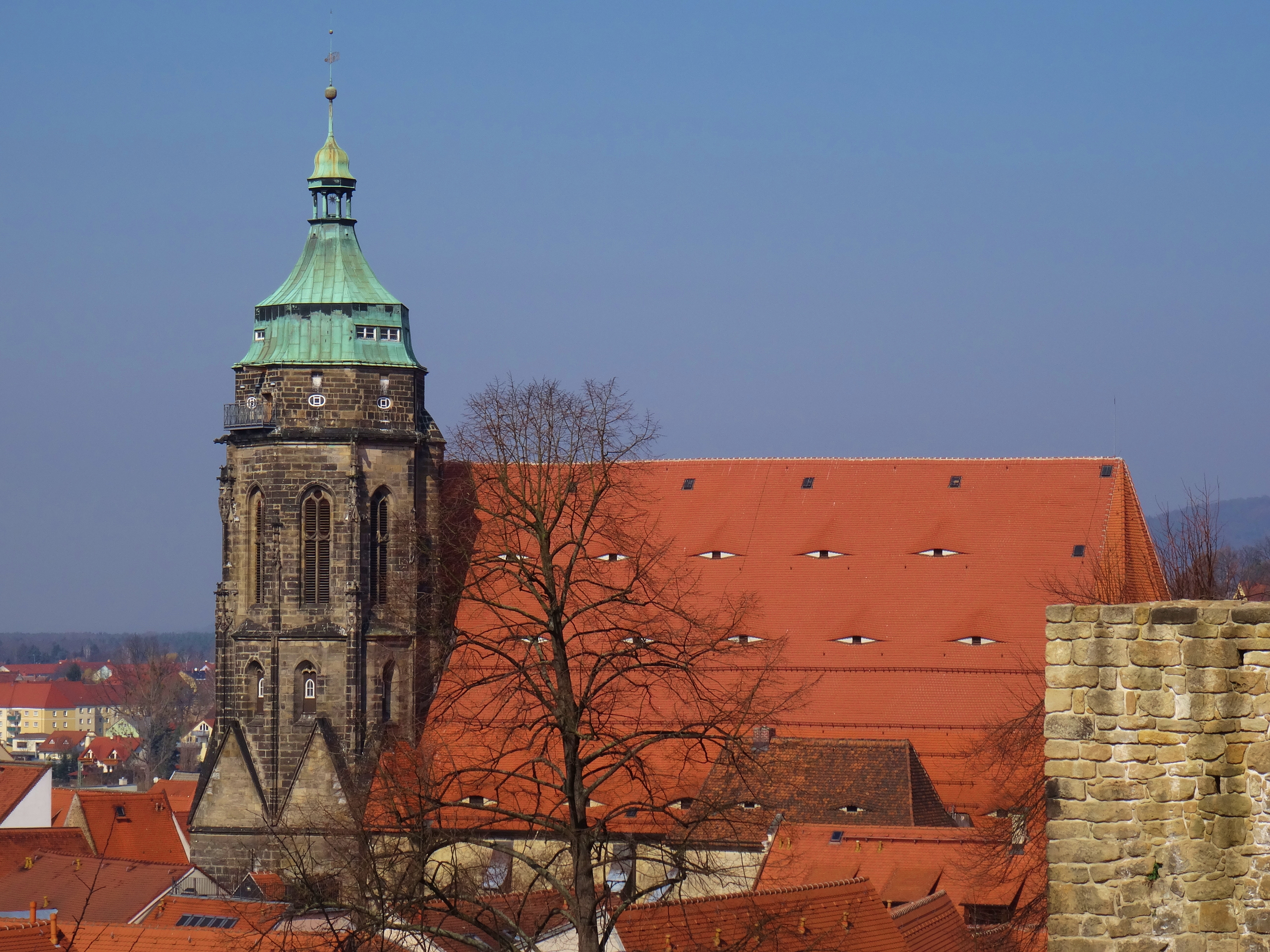
Kościół Mariacki
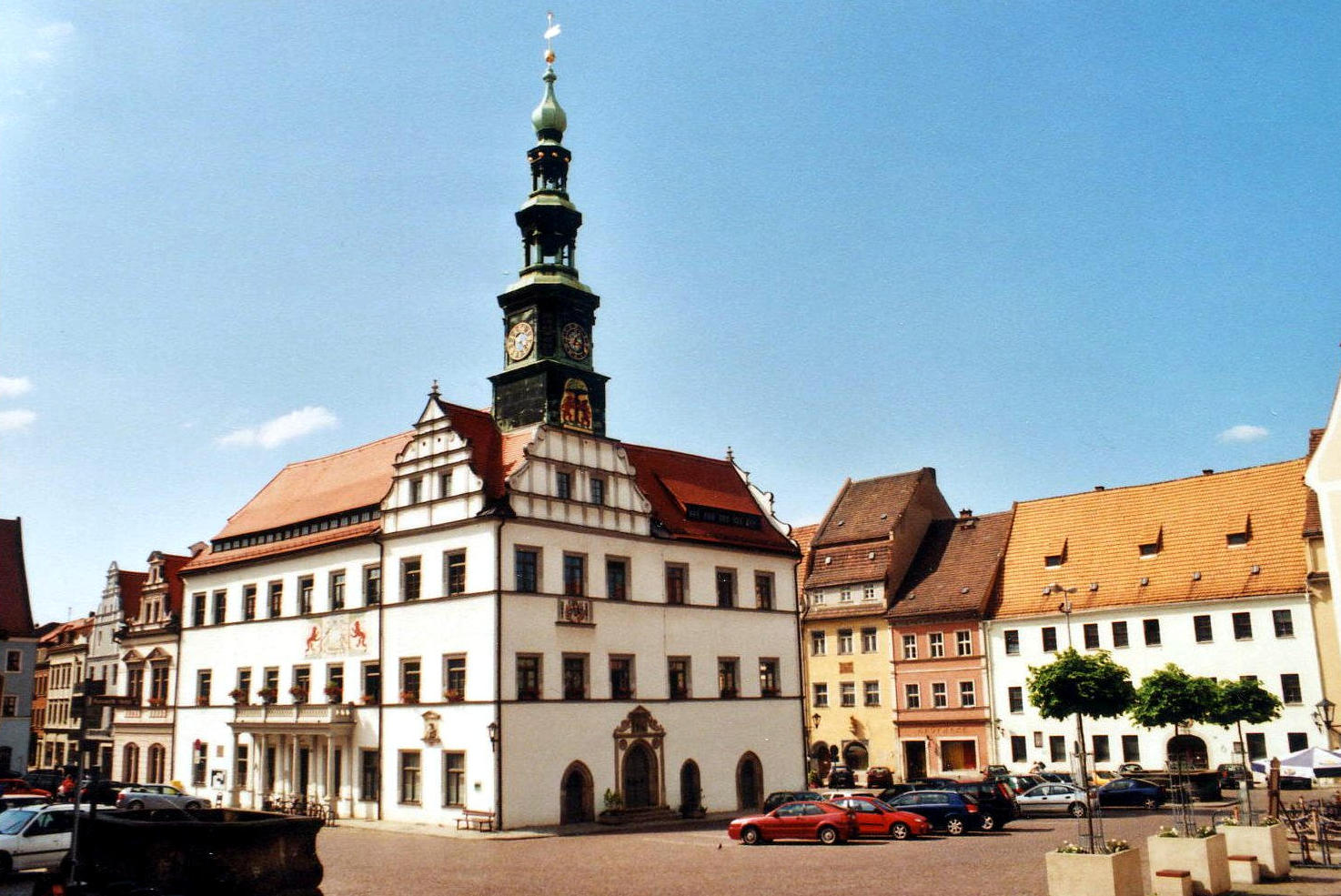
Ratusz i fragment Rynku

## Współpraca
Miejscowości partnerskie:
- Baienfurt (Badenia-Wirtembergia)
- Bolesławiec (Polska)
- Děčín (Czechy)
- Longuyon (Francja)
- Remscheid (Nadrenia Północna-Westfalia)
- Reutlingen (Badenia-Wirtembergia)
- Varkaus (Finlandia)